# كيث جين
كيث جين (بالإنجليزية: Keith Jayne)‏ هو ممثل بريطاني، ولد في 10 ديسمبر 1960 في المملكة المتحدة.

## وصلات خارجية
- كيث جين على موقع IMDb (الإنجليزية)
- كيث جين على موقع قاعدة بيانات الفيلم (الإنجليزية)